# Iaria palata
Iaria palata là một loài tò vò trong họ Ichneumonidae.